# Amor sin límite
«Amor sin límite» es un sencillo lanzado por el cantautor español José Luis Perales del álbum Gente maravillosa (1993). Fue lanzado en 1993, bajo el sello discográfico Sony Latin.

## Antecedentes
José Luis Perales confirmó que el disco se encontraba en etapas de grabación.

## Lista de canciones
| Lado A |                   |                   |          |  |
| N.º    | Título            | Escritor(es)      | Duración |  |
| 1.     | «Amor sin límite» | José Luis Perales | 4:38     |  |

## Créditos y personal

### Músicos
- Dirección musical, orquestal y arreglos: Eddy Guerin
- Programación y teclados: Alberto Estébanez y José Antonio Quintano
- Guitarras: Juan Cerro
- Bajo: Eduardo Gracia
- Piano y teclados: Eddy Guerín
- Saxofón alto: Manuel «Manolo» Fernández (solista)
- Programación Forat 16 (artefacto utilizado para reducir el ruido):[3] Oscar Vinader
- Líder sección de cuerdas: Gavyn Wright
- Sección de metal y saxofón: Gary Barnacle
- Coros: Maisa, Edith, Soledad, Doris, Guzmán, Webo, Miguel y Adolfo

### Personal de grabación y posproducción
- Todas las canciones compuestas por José Luis Perales
- Edición de las letras: Editorial TOM MUSIC S.L.
- Grabación:
  -  España:
    - Madrid: Estudio Eurosonic

  -  Reino Unido:
    - Londres: The Angel Studio
- Mezcla: Estudio Eurosonic, Madrid
- Ingeniero de grabación y mezclas: Juan Vinader
- Asistente de grabación y mezclas: Antonio Álvarez
- Realización de copias maestras digitales: Kash Productions
- Compañía discográfica: Sony Music International (bajo el sello Columbia Records), A&R Development,  Nueva York, Estados Unidos
- Director de producción: José Luis Gil
- Productor ejecutivo: Tomás Muñoz
- Fotografías: Pablo Pérez-Mínguez
- Diseño gráfico: AS52 (Tony Luz y Delfín Melero)

### Créditos y personal
- Perales, José Luis (2012). «DISCOGRAFÍA - GENTE MARAVILLOSA». Archivado desde el original el 26 de abril de 2012. Consultado el 15 de enero de 2013.

- Datos: Q17620921